# 埃爾斯金冰川
66°29′S 65°40′W / 66.483°S 65.667°W
埃爾斯金冰川（英語：Erskine Glacier）是南極洲的冰川，位於葛拉漢地西岸，長30公里，最終在霍普金斯冰川以北注入達貝爾灣，該冰川在1946至1947年首次由英國探險隊測量。